# Quercus poilanei
Quercus poilanei és una espècie de roure que pertany a la família de les fagàcies i està dins del subgènere Cyclobalanopsis, del gènere Quercus.

## Descripció
Quercus poilanei és un arbre de fins a 16 m d'alçada. Les branques densament pàl·lides de color marró ataronjat que semblen tomentoses. El pecíol 1-1,5 cm, tomentós vermellós quan és jove, glabrescent; el limbe de la fulla és el·líptic a obovat-el·líptic, de 4-8 × 3-6 cm, vermellós estelat tomentós quan és jove, abaxialment els pèls són persistents o glabrescents, adaxialment són glabrescents, base arrodonida a cuneada àmpliament, marge apicalment poc serrulat o sencer, àpex acuminat a poc caudat; nervis secundaris 10-15 de cada costat del nervi central, adaxialment impressionat; nervis terciaris abaxialment conspícues a discrets, més o menys paral·lels. Les inflorescències femenines produïdes apicalment en nous brots d'1 a 2 cm; cúpules d'entre 3 a 7. La cúpula poc profunda en forma de bol, d'uns 8 mm × 1,5-1,8 cm, que tanca 1/4-1/3 de la gla, a l'exterior vermellosa a cendrosa tomentosa, a l'interior de color marró ataronjat serosa pàl·lid. paret d'1,8 mm de gruix aproximadament; tenen bràctees de 7 o 8 anells, marge sencer o basal 1 o 2 denticulats i apicals crenats. Les glans són el·lipsoides, ovoides-el·lipsoides o globoses, 1,5-2 × 1,3-1,5 cm; tenen cicatrius de 5-7 mm de diàmetre, planes. Les flors floreixen a l'abril i fructifiquen a l'abril de l'any següent.

## Distribució i hàbitat
Quercus poilanei creix a la província xinesa de Guangxi, al nord de Tailàndia i al Vietnam, als boscos muntanyencs perennifolis de fulla ampla per sota dels 1300 m.

## Taxonomia
Quercus poilanei va ser descrita per Hickel i A.Camus i publicat a Annales des sciences naturelles; Botanique sér. 10 3(5–6): 384. 1921.
Etimologia
Quercus: nom genèric del llatí que designava igualment al roure i a l'alzina.
poilanei: epítet